# Aleksandrowka (rejon muromski)
Aleksandrowka (ros. Александровка) – wieś (dieriewnia) w Rosji, w obwodzie włodzimierskim, w rejonie muromskim. W 2021 liczyła 702 mieszkańców.